# Athens (Michigan)
Athens è un villaggio degli Stati Uniti d'America, situato nello Stato del Michigan, nella contea di Calhoun.